# Saulieu
Saulieu, antični Sidolocus/Sedelocus, je naselje in občina v francoskem departmaju Côte-d'Or regije Burgundije. Leta 2007 je naselje imelo 2.616 prebivalcev.

## Geografija
Kraj leži v pokrajini Burgundiji znotraj naravnega regijskega parka Morvan, 74 km zahodno od središča Dijona.

## Uprava
Saulieu je sedež istoimenskega kantona, v katerega so poleg njegove vključene še občine Champeau-en-Morvan, Juillenay, Molphey, Montlay-en-Auxois, La Motte-Ternant, La Roche-en-Brenil, Rouvray, Saint-Andeux, Saint-Didier, Saint-Germain-de-Modéon, Sincey-lès-Rouvray, Thoisy-la-Berchère in Villargoix s 6.081 prebivalci.
Kanton Saulieu je sestavni del okrožja Montbard.

## Zanimivosti
- romanska bazilikia sv. Andtioha iz 11. in 12. stoletja, francoski zgodovinski spomenik,
- cerkev sv. Saturnina s pokopališčem in grobovi iz galorimskega obdobja.

## Pobratena mesta
- Caprino Veronese (Veneto, Italija),
- Gau-Algesheim (Porenje - Pfalška, Nemčija),
- Philippeville (Valonija, Belgija).